# Tillandsia baileyi
Tillandsia baileyi е вид растение от семейство Бромелиеви (Bromeliaceae). Видът е застрашен от изчезване.

## Разпространение
Видът е разпространен в южната част на Тексас в САЩ и Тамаулипас в Мексико. Среща се по протежение на Мексиканския залив от Кингсвил, (Тексас) до Тампико (Тамаулипас).